# Francesco Tartagnini
Francesco Tartagnini (... – 1800 circa) è stato un pittore italiano.

## Biografia
Francesco Tartagnini è stato un italiano pittore decorativo del XVIII secolo. Morì intorno al 1800. Si era formato con i fratelli Bottani di Cremona e poi con Giovanni Bellavite all'Accademia di Belle Arti di Mantova. Collaborò alla decorazione degli affreschi della chiesa di Sant'Andrea e del Palazzo D'Arco di Mantova.